# Île de Batan
Pour les articles homonymes, voir Batan.
L'île de Batan est la principale île de l'archipel des Batanes, une province archipélagique des Philippines située en mer de Chine méridionale. Elle est la deuxième îles de l'archipel en superficie. Quatre des six municipalités des Batanes sont situés sur cette île de 20 kilomètres de long dont Basco, la capitale provinciale Basco. Les trois autres municipalités sont Ivana, Mahatao et Uyugan.
L'île fait 95 km2 et comporte une population de 11 979 habitants (recensement de 2010).

## Description
Batan est une île volcanique en forme d'haltère et fait partie de l'arc volcanique de Luçon. Le nord de l'île est dominée par le mont Iraya un volcan actif haut de 1 009 mètres dont la dernière éruption remonte à 1454. Dans la partie sud de l'île le Mont Matarem est un volcan inactif à 405 mètres d'altitude. Un isthme étroit de 4,5 km de long et de 2 km de large rejoint les deux parties.
L'île Sabtang, la plus proche se trouve à environ 4,5 kilomètres au sud-ouest de la pointe sud de l'île. Itbayat, la plus grande île de l'archipel, est à environ 32 kilomètres au nord-ouest.

## Histoire
L’invasion japonaise des Philippines a commencé avec l’invasion de l’île de Batan par une unité de combat naval de 490 hommes et un nombre indéterminé de troupes de l’armée de l’air, sur deux transports escortés par un destroyer et de quatre torpilleurs. Ce fut le premier débarquement sur le territoire alors américain, le même jour que l’attaque de Pearl Harbor. Les forces japonaises ont rapidement sécurisé le petit aérodrome existant à l’extérieur de Basco sans résistance et ont immédiatement commencé les travaux d’expansion en tant que base avancée pour les opérations contre Luçon. Cependant, les travaux ont été interrompus seulement quelques jours plus tard, car le succès du bombardement japonais de Clark Field a rendu une base à Basco redondante. Le 10 décembre 1941, la force de combat navale est retirée.